# Mixtlán
Mixtlán è un comune del Messico, situato nello stato di Jalisco.